# 公施設法人
公施設（法人）（こうしせつ（ほうじん）、フランス語：Établissement public、略称：EP）は、フランスにおける公法人の一種。公役務の任務を負う公法上の法人であるとされ、設立の根拠となる法律に従って、それぞれ特定分野の公役務を実行するために、一定の自立性が与えられているとされる。

## 相違する公施設法人

### 基本的区分
立法府議員による様々な言説があるが、法学および学説により大きくは2つに区分される。
- 行政的公施設法人
- 商工業的公施設法人

|          | 行政的公施設法人                  | 商工業的公施設法人                                                                     |
| -------- | --------------------------------- | -------------------------------------------------------------------------------------- |
| 職員制度 | 公務員 下級職員は契約制           | 職員の権利は労働法典に従う                                                             |
| 会計規則 | 一般会計に従う 行政予算の成果報告 | 個人的会計（comptabilité privée）が適用 政府に対し、予算案の提出と収益・経費の報告義務 |
| 市場     | 公共調達法典が適用                | 原則として、受益者と供給者は自由選択できる                                             |

ただし、上記の分類以外にも例外は存在する。

## 細分類される公施設法人
議会により以下の公施設法人が定められる。
- 地方教育公施設法人　（Établissement public local d'enseignement：EPLE）
- 科学技術的性格公施設法人　（Établissements publics à caractère scientifique et technologique：EPST）
- 科学文化的専門性格公施設法人　（Établissements publics à caractère scientifique, culturel et professionnel：EPCSCP）
- 科学協力公施設法人　（Établissements publics de coopération scientifique：EPCS）
- 文化協力公施設法人　（Établissements publics de coopération culturelle：EPCC）
- 経済公施設法人　（Établissements publics économiques）
- コミューン間協力公施設法人　（Établissements publics de coopération intercommunale：EPCI）
- 保健公施設法人　（Établissements publics de santé：EPS）
- 宗教公施設法人　（Établissements publics du culte）
- 医療福祉公施設法人　（Établissements publics sociaux ou médico-sociaux）
- 公営住宅事務局　（Offices public de l'habitat）、元は低家賃集合住宅公施設法人 (OPHLM）
- 学校基金　（Caisse des écoles）、元は地方公施設法人（Établissements publics locaux）
- 県消防局　（Services départementaux d'incendie et de secours：SDIS）